# Нікчемний Я 4
«Нікчемний Я 4» (англ. Despicable Me 4) — американський анімаційний комедійний фільм від компанії Illumination і Universal Pictures. Продовження фільму «Нікчемний Я 3» (2017), четвертий фільм основної серії та шостий загалом у франшизі «Нікчемний Я». Режисер фільму — Кріс Рено, співрежисер — Патрік Делаж, продюсери — Кріс Меледандрі та Бретт Гофман, автори сценарію — Майк Вайт і Кен Дауріо. Головних героїв озвучили: Стів Карелл, Крістен Віг, Вілл Феррелл, Джої Кінг, Софія Вергара, Міранда Косгроув, Хлоя Файнеман, Стівен Колбер та Стів Куґан.
Прем'єра фільму в Україні відбулася 3 липня 2024 року.

## Сюжет
|                                     | Ґрю (Стів Карелл), найобожнюваніший у світі лиходій, що став агентом Антизлодійської ліги, повертається в нову захоплюючу еру хаосу Посіпак разом зі своєю дружиною та колегою з Антизлодійської ліги Люсі (Крістен Віг), трьома прийомними доньками — Марго (Міранда Косгроув), Едіт (Дана Гайер) І Агнес (Медісон Полан) — і новим членом сім'ї Ґрю, Ґрю-молодшим, який має намір помучити свого батька. Сім'я змушена тікати, ставши мішенню злочинця-втікача Максима Ле Маля (Вілл Феррелл) і його фатальної другої половинки Валентини (Софія Вергара). |
| — Universal Pictures і Illumination | |

## Озвучування
- Стів Карелл — Ґрю: шпигун і колишній суперлиходій, що став агентом Антизлодійської ліги. Прийомний батько Марго, Едіт та Агнес, а також чоловік Люсі.
- Крістен Віг — Люсі Вайлд: агентка Антизлодійської ліги, дружина Ґрю та прийомна мати дівчаток.
- Вілл Феррелл — Максим Ле Маль: суперлиходій, який прагне помститися Ґрю та його родині.
- Джої Кінг — Поппі[2].
- Софія Вергара — Валентина: кохана Ле Маля.
- Міранда Косгроув — Марго: старша прийомна дочка Ґрю та Люсі.
- Стів Куган — Сайлас Найспопс: колишній керівник Антизлодійської ліги, який пішов у відставку в попередньому мультфільмі.
- П'єр Коффен — посіпаки: поплічники Ґрю.
- Дана Гайер[en] — Едіт: середня прийомна дочка Ґрю та Люсі.
- Медісон Полан — Агнес: молодша прийомна дочка Ґрю і Люсі.

## Виробництво
Розробка «Нікчемного Я 4» розпочалася у вересні 2017 року. У лютому 2022 року вихід мультфільму був офіційно підтверджений, Рено призначений режисером, Делаж — співрежисером, а Вайт — сценаристом. Виробництво тривало до червня 2022 року, а Стів Карелл узявся до озвучування після «пари репетицій». У січні 2024 року стало відомо, що ролі в мультфільмі отримали Вілл Феррелл (Максим Ле Маль), Джої Кінг (Поппі), Софія Вергара (Валентина), Стівен Колбер, Хлоя Файнмен та Медісон Полан (Агнес). Співпродюсером став Бретт Гофман, співавтором сценарію — Кен Дауріо.

## Маркетинг
Перший трейлер фільму було опубліковано 28 січня 2024 року під час матчів плей-офф чемпіонату НФЛ 2023–24. У трейлері представлені пісні «Sweet Child o' Mine» від Guns N' Roses і «Maneater» від Hall & Oates, а у телевізійних показах також «Through the Fire and Flames» від DragonForce. Станом на квітень 2024 року трейлер переглянули 20 мільйонів разів 11 лютого під час Super Bowl LVIII було опубліковано додатковий трейлер, де оповідачем виступив Джон Гемм, який раніше озвучував Герба Оверкілла у спін-оффі «Посіпаки», і де було показано епізодичні ролі Вілла Феррелла та Стіва Карелла.